# Nitrapyrine
Nitrapyrine of nitrapyrin is een organische verbinding die gebruikt wordt als stikstofstabilisator in de landbouw. Het is een gechloreerd derivaat van 2-methylpyridine (ook bekend als α-picoline).

## Toepassingen
Nitrapyrine moet de stikstof afkomstig van stikstofhoudende meststoffen (op basis van ammoniak of ureum) langer in de ammoniumvorm houden en de nitrificatie van ammonium tot nitriet (NO2−) en nitraat (NO3−) verhinderen. Dit doet nitrapyrine door de activiteit van autotrofe, nitrificerende (ammonium-oxiderende) bacteriën te remmen. Nitrapyrine is dus een bactericide.
Nitrapyrine zorgt er op die manier voor dat er meer stikstof beschikbaar is voor de gewassen. Dit zou een hogere opbrengst moeten opleveren (volgens Dow AgroSciences: gemiddeld 7% hogere opbrengst). Nitrapyrine wordt onder meer ingezet bij de maïs- en katoenteelt in de Verenigde Staten.
Nitrapyrine wordt gecommercialiseerd door Dow AgroSciences met als merknaam N-Serve. N-Serve is een oplossing van ca. 24% nitrapyrine (inclusief een kleine hoeveelheid andere gechloreerde pyridines) in lichte aromatische oplosmiddelen (typisch xyleen, cumeen en 1,2,4-trimethylbenzeen).